# Telefónia Múzeum
A Telefónia Múzeum Budapesten az I. Országház utca 30. (Úri utca 49.) szám alatt található, egykori telefontörténeti kiállítóhely.

## Története, kiállításai
A múzeum műemléki környezetben mutatta be több mint 130 év telefonnal kapcsolatos magyar tárgyi emlékeit. 
1928–1985 között itt működött a Vár Rotary 7A1 típusú automata telefonközpontja. Kikapcsolása után egyedülálló módon nem bontották le a központot, hanem körülötte múzeumot rendeztek be. A bejárattal szemben Puskás Tivadar kézikapcsolású telefonközpontja fogadta a látogatót. A teremben régi telefonok, a 7A1 eredeti kábelrendezője, Ferenc József, IV. Károly, Horthy Miklós személyes használatú telefonkészüléke, valamint Kádár János főnök-titkári berendezése volt kiállítva. A következő teremben volt az említett telefonközpont, amelynek néhány vonala működőképes és kipróbálható volt. Az ablakok mellett volt látható a kábelezés és a légvezetékek. A harmadik teremben a régi nyilvános készülékek mellett nyomógombos telefonok, valamint modern telefonközpont-részegységek voltak találhatók. Itt volt az internetbemutató is. Az utolsó teremben időszaki kiállítások voltak megtekinthetők. A múzeum előtt többek között az Osztrák Császárságban született, szerb-amerikai Mihajlo Pupin találmánya, a róla elnevezett pupinfazék volt látható.
A múzeum 2017-ben bezárt.

## Képtár
- Puskás-féle telefonközpont. Hetvennyolc vonalas, kézi kezelésű, LB típusú távbeszélő-központ (készült: 1882)
- Mágnestalpas asztali telefon (1910)
- Ferenc József király távbeszélő-készüléke (1915)
- IV. Károly király távbeszélő-készüléke (1918)
- CB II. asztali telefon (1918)
- 7A1 távbeszélőközpont vizsgálóasztala (1928)
- CB 24 telefon (1930)
- Horthy Miklós kormányzó telefonkészüléke (1931)
- CB 35 telefon (1935)
- Pontosidő-bemondó gép (1949)